# Bunkermuseum Frauenwald

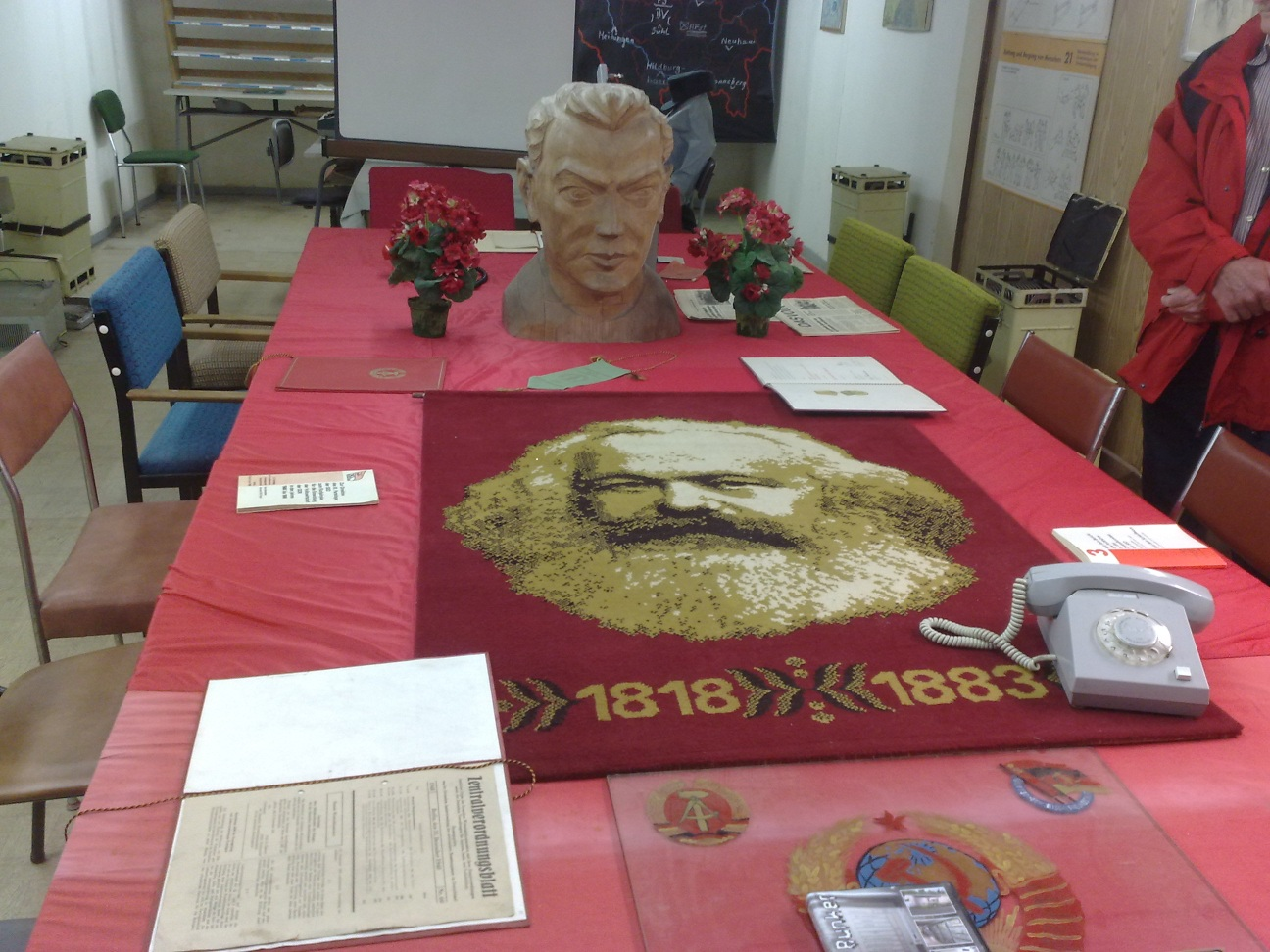
Heutige Dekoration der ehemaligen Kommandozentrale im Bunkermuseum Frauenwald

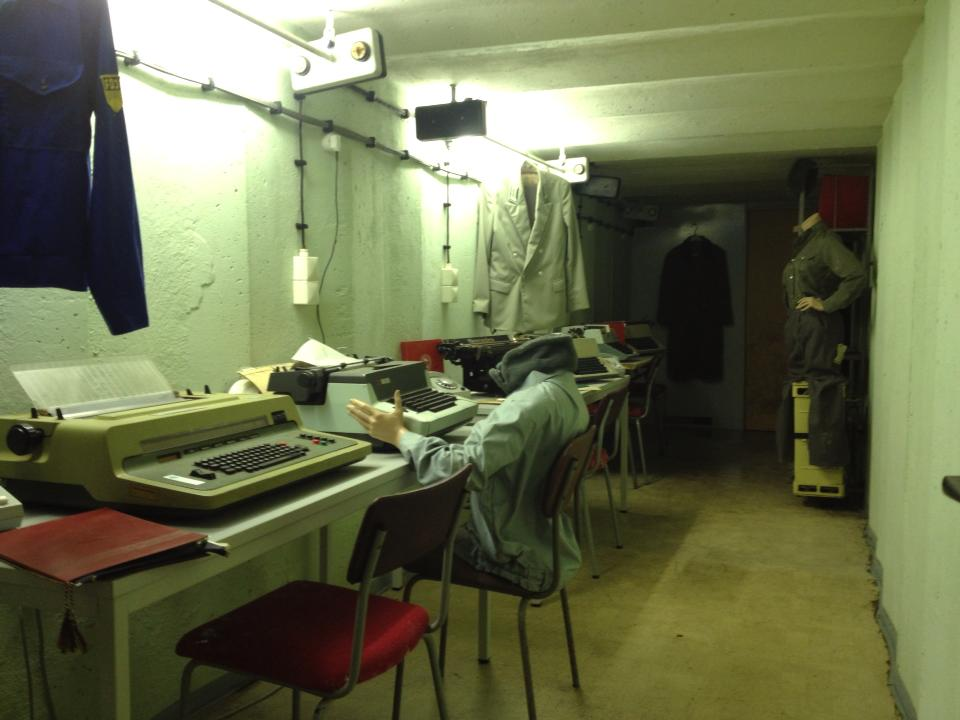
Kommunikationseinrichtungen im Bunkermuseum Frauenwald

Das Bunkermuseum ist ein unterirdischer Gebäudekomplex im Thüringer Wald in der Nähe des Ilmenauer Ortsteils Allzunah im Ilm-Kreis.
Der heutige Bunker ist ein eingerichteter, 3600 m² großer Führungsbunker aus der Zeit des Kalten Krieges. Er wurde gedeckt und in Regie des Ministeriums für Staatssicherheit errichtet. Seine Zweckbestimmung:
1. Nutzung als Einrichtung des MfS,
2. Im Kriegsfall, Ausweichführungsstelle des Vorsitzenden der Bezirkseinsatzleitung (BEL) Suhl mit dem engsten Führungsstab.

Vergleichbare Militäranlagen wurden in allen DDR-Bezirken errichtet und bis auf einen Bunker in Machern bei Leipzig inzwischen zerstört. Das Bunkermuseum wurde 2004 eröffnet und befindet sich im Privatbesitz. Zum Museumskonzept gehören neben Führungen durch die Anlage auch Übernachtungen im Bunker, die als „Zeitreise“ und lebendiger Geschichtsunterricht angeboten werden.

## Geschichte
Der Bunker mit dem Decknamen „Trachtenfest“ wurde von 1973 bis 1975 parallel zum Armeeerholungsheim (AEH) in Frauenwald errichtet. Seine Erstversorgung mit Nachrichtenverbindungen erfolgte über den Abgriff von 10 Doppeladern eines 800-paarigen Fernmeldekabels zum AEH. Als Sonderobjekt war die Führungsstelle Frauenwald im Richtfunknetz der Partei angebunden, wie auch weitere Ausweichführungsstellen der BEL im Zentrum sowie außerhalb der Stadt. Die Endstelle war eingemessen und wurde in Bereitschaft gehalten. Ihre periodische Überprüfung erfolgte mit Anschluss so genannter Absorber. Eine Abstrahlung von elektromagnetischer Energie erfolgte somit nicht. Oberirdisch erforderliche technische Anlagenteile wurden unter einer Lagerhalle getarnt, z. B. auch das Antennenträgerfahrzeug für die Arbeit im Richtfunknetz.
Mit dem Bunker konnte das Überleben von bis zu 130 Personen durch ein ausgeklügeltes System lebenserhaltender Maßnahmen für ein Jahr, im Atomkriegsfall für sechs bis acht Tage gesichert werden. Nach der Wende und friedlichen Revolution in der DDR verlor der Bunker seine ursprüngliche Funktion. Teile der technischen Anlagen und die militärische Sicherheitstechnik wurden noch vor der Wiedervereinigung demontiert. Für den als ehemaliges Militärobjekt geführten Gebäudekomplex war zunächst die Bundesvermögensverwaltung zuständig, die den Verkauf der Anlage abwickeln sollte. Ein benachbarter Hotel-Betreiber fand sich als privater Investor, der ein touristisches Konzept für die Anlage entwickelt hatte.